# Soneja
Soneja là một đô thị trong tỉnh Castellón, Cộng đồng Valencia, Tây Ban Nha. Đô thị Soneja có diện tích 29,1 km², dân số theo điều tra năm 2010 của Viện thống kê quốc gia Tây Ban Nha là 1542 người. Đô thị Soneja nằm ở khu vực có độ cao 263 mét trên mực nước biển.